# Torsten Wiesel
Torsten Nils Wiesel (Uppsala, 3 juni 1924) is een Zweeds neuroloog en Nobelprijswinnaar. In 1981 won hij samen met David H. Hubel de Nobelprijs voor Fysiologie of Geneeskunde voor hun onderzoek aan het verwerken van visuele data in de hersenen. De twee deelden de prijs met Roger Sperry.

## Levensloop
Wiesel werd geboren als de jongste van vijf kinderen. In 1947 begon hij zijn wetenschappelijke carrière in Carl Gustav Bernhard's laboratorium aan het Karolinska Instituut. Hier kreeg hij in 1954 zijn medische diploma. Hij ging vervolgens les geven aan het departement van fysiologie binnen het instituut en werkte op de kinderafdeling van het Karolinska ziekenhuis.
In 1955 vertrok hij naar de Verenigde Staten om te gaan werken aan de medische school van de Johns Hopkins-universiteit. In 1958 werd hij assistent-professor. Datzelfde jaar ontmoette hij David Hubel en begon een samenwerking die uiteindelijk twintig jaar zou duren. In 1959 gingen ze beide naar de Harvard-universiteit. Hier werd Wiesel een instructeur in farmacologie. In de periode bij Harvard zetten hij en Hubel hun onderzoek voort. Zo deden ze onderzoek naar de primaire visuele cortex en de wijze waarop de hersenen deze informatie verwerken. In de hersenmassa bij katten brachten ze dunne elektrodes in, waarbij ze slechts één hersencel tegelijkertijd aanprikten. Door dit in de hersenschors te doen waar het visuele systeem zich bevindt konden ze vaststellen waarop zo'n cel reageert: op welke kleur, beweging, vormen, enzovoort. Hun onderzoek vergrootte de wetenschappelijke kennis van hoe zintuigen werken enorm. In 1978 kregen ze beide de Louisa Gross Horwitz Prize van de Columbia-universiteit.
In 1968 werd hij binnen Harvard professor aan het nieuwe departement van neurobiologie. In 1971 werd hij voorzitter van dit departement. In 1983 voegde Wiesel zich bij de faculteit van de Rockefeller-universiteit als Vincent and Brooke Astor Professor en hoofd van het Laboratorium van Neurobiologie. Hij was van 1991 tot 1998 president van de universiteit.
Van 1995 tot 2001 was Wiesel voorzitter van de raad van Aaron Diamond AIDS Research Center. Van 1998 tot 2004 was hij president van het International Brain Research Organization. Wiesel deed veel werk voor mensenrechten. Van 1994 tot 2004 was hij voorzitter van het comité van mensenrechten van de National Academy of Sciences. Tevens was hij oprichter van de International Human Rights Network of Academies and Scholarly Societies.
Sinds 2000 is Wiesel secretaris-generaal van het Human Frontier Science Program, een organisatie die internationale en interdisciplinaire samenwerking tussen onderzoekers in de Life Science ondersteund. Ook is Wiesel voorzitter van de wetenschappelijke adviesraad van China's National Institute of Biological Science (NIBS) in Peking, en mede-voorzitter van de raad van gouverneurs van het Okinawa Institute on Technology (OIST). Van 2001 tot 2006 was hij ook voorzitter van de raad van gouverneurs van de New York Academy of Sciences.